# Pterygophyllum flavum
Pterygophyllum flavum är en bladmossart som beskrevs av Jean Édouard Gabriel Narcisse Paris 1898. Pterygophyllum flavum ingår i släktet Pterygophyllum och familjen Hookeriaceae. Inga underarter finns listade i Catalogue of Life.